# Nhiệm vụ bất khả thi: Chiến dịch bóng ma
Nhiệm vụ bất khả thi: Chiến dịch bóng ma (tựa đề tiếng Anh Mission: Impossible – Ghost Protocol) là một bộ phim Mỹ hành động kịch tính, hấp dẫn năm 2011. Đây là phần thứ tư của loạt phim đình đám Nhiệm vụ bất khả thi do đạo diễn Brad Bird lần đầu trực tiếp chỉ đạo thực hiện. Phim có sự góp mặt của Tom Cruise, người đảm nhiệm vai diễn đặc vụ của tổ chức IMF Ethan Hunt; ngoài ra phim còn có sự tham gia của các diễn viên Jeremy Renner, Simon Pegg và Paula Patton. Chiến dịch bóng ma do André Nemec và Josh Appelbaum viết kịch bản, phim do Tom Cruise, J. J. Abrams (đạo diễn của phần phim thứ ba) và Bryan Burk sản xuất. Chiến dịch bóng ma đã trở thành bộ phim có doanh thu cao nhất trong loạt phim và trong các bộ phim mà Tom Cruise từng góp mặt tính đến thời điểm đó. Phần tiếp theo của loạt phim Nhiệm vụ bất khả thi: Quốc gia bí ẩn sẽ ra mắt khán giả Việt vào 31-07-2015.